# Bercy (stanice metra v Paříži)
Bercy je přestupní stanice pařížského metra mezi linkami 6 a 14. Nachází se ve 12. obvodu v Paříži pod křižovatkou rue de Bercy a boulevard de Bercy. Linka 6 vede pod bulvárem, linka 14 pod ulicí.

## Historie
Stanice Bercy byla otevřena 1. března 1909 v rámci prvního úseku linky 6 mezi stanicemi Place d'Italie a Nation. Nástupiště linky 14 bylo otevřeno 15. října 1998 při zahájení provozu mezi stanicemi Madeleine a Bibliothèque François Mitterrand.

## Název
Název stanice je odvozen od názvů obou ulic, které nesou jména staré vesnice Bercy, která se rozkládala za hradbami města a v roce 1860 byla připojena k Paříži. Tento název nese rovněž místní čtvrť.

## Vstupy
Stanice má dva vchody:
- dvoje schody a výtah na náměstí Place du Bataillon du Pacifique
- schody na boulevard de Bercy před dům č. 48

## Zajímavosti v okolí
- AccorHotels Arena
- Parc de Bercy